# Joana de Bourbon-Vendôme
Joana de Bourbon-Vendôme, também conhecida como Joana, a Jovem (em francês:  Jeanne; 1465 — 22 de janeiro de 1511) foi duquesa consorte de Bourbon através de seu primeiro casamento com João II, Duque de Bourbon, condessa consorte de Auvérnia pelo seu segundo casamento com João III de Auvérnia, e baronesa de la Garde como esposa de Francisco de la Pause.

## Família
Joana foi a terceira criança e filha nascida de João II de Bourbon, conde de Vendôme e de Isabel de Beauvau, senhora de Champigny-sur-Veude e de la Roche-sur-Yon. Seus avós paternos eram Luís de Bourbon, conde de Vendôme e Joana de Laval. Seus avós maternos eram Luís de Beauvau, senhor de Champigny-sur-Veude e de la Roche-sur-Yon e Margarida de Chamblay.
Joana teve sete irmãos, entre eles: Joana, senhora de la Roche-sur-Yon, esposa de Luís de Joyeuse, senhor de Bouthéon; Catarina, esposa de Gilberto de Chabannes; Renata, abadessa da Abadia das Damas, em 1490, e abadessa da Abadia de Fontevraud, também em 1490; Francisco de Bourbon, conde de Vendôme; Luís de Bourbon-Vendôme, príncipe de la Roche-sur-Yon, e jure uxoris duque de Montpensier como marido de Luísa de Bourbon, Duquesa de Montpensier; Carlota, esposa do conde Engelberto de Nevers, e Isabel, abadessa da Abadia das Damas.

## Biografia
Joana casou-se com o duque João II de Bourbon, chamado "o Bom", como sua terceira esposa, na Abadia de Saint-Jouan, em Poitou, em 12 de abril de 1487. Ele era filho de Carlos I, Duque de Bourbon e de Inês de Borgonha. Com ele teve apenas um filho, Luís de Bourbon, que morreu jovem.
O duque morreu no ano seguinte, em 1 de abril de 1488, e foi enterrado no Priorado de Souvigny.

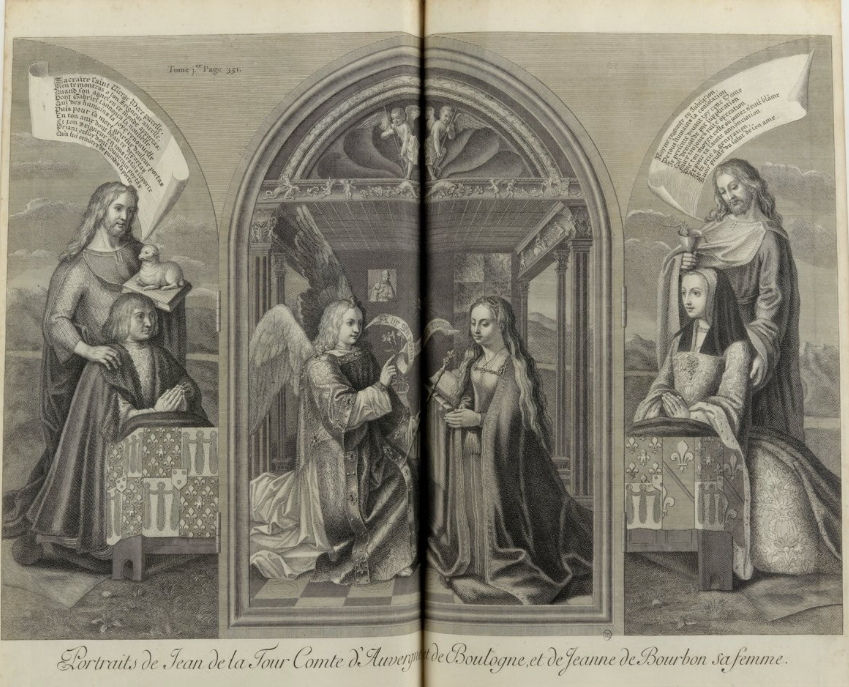
Joana e seu segundo marido, João III de Auvérnia.

Após quase sete anos viúva, Joana casou-se com o conde João III de Auvérnia, em contrato datado de 2 de janeiro de 1495. Ele era filho de Bertrando VI de Auvérnia e de Luísa de la Trémoille. Com ele teve duas filhas.
Novamente ficou viúva após a morte do segundo marido, em 28 de março de 1501.
Seu último casamento foi com Francisco de la Pause, barão de la Garde, com quem se casou em 27 de março de 1503, em Montferrand.
Joana faleceu em 22 de janeiro de 1511, com cerca de 46 anos de idade. Foi enterrada na Igreja dos Cordeliers, em Vic-le-Comte.

## Descendência
De seu primeiro casamento:
- Luís de Bourbon, conde de Clermont;

De seu segundo casamento:
- Ana de La Tour de Auvérnia (1496 - junho de 1524), suo jure condessa de Auvérnia, e duquesa de Albany como esposa de João Stuart, Duque de Albany. Sem descendência;
- Madalena de La Tour de Auvérnia (1501 - 28 de abril de 1919), duquesa de Urbino como esposa de Lourenço II de Médici. Foi mãe de Catarina de Médici, rainha de França como esposa de Henrique II de França.